# Lauri Honko
Lauri Honko (* 6. März 1932 in Hanko; † 15. Juli 2002 in Turku) war ein finnischer Folklorist und Religionswissenschaftler sowie Mitbegründer der empirischen Kulturforschung in Skandinavien.

## Werdegang
Honko promovierte 1959 mit der Arbeit Krankheitsprojektile. Untersuchung über eine urtümliche Krankheitserklärung an der Universität Helsinki. Von 1961 bis 1963 war er dort Dozent für Folkloristik und vergleichende Religionswissenschaft, wurde dann Extraordinarius für diese beiden Fächer an der Universität Turku und 1971 schließlich Ordinarius. 1996 wurde er emeritiert. 1998 begründete er das Kalevala Institute an der Universität Turku zur Planung, Ausführung und Veröffentlichung von Studien über internationale Epen sowie über Epik und Ritualdichtungen.
Er war ab 1972 Leiter des Nordic Institute of Folklore in Turku (NIF; Einrichtung zur Koordinierung und Förderung der Erforschung volkstümlicher Überlieferungen in Skandinavien) und von 1974 bis 1989 Präsident der International Society for Folk Narrative Research. Darüber hinaus war er Hauptherausgeber der Folklore Fellows’ Communications (ab 1969), von Temenos (1965 bis 1968, 1975 bis 1990), des NIF Newsletters (ab 1972) sowie von Studia Fennica (1981 bis 1989).
1990 zeichnete er als Leiter einer finnisch-indischen Forschergruppe bei Udupi im Südwesten des indischen Bundesstaates Karnataka das tulusprachige Epos Siri paddana auf, welches die Grundlage für die jährlichen Besessenheitsrituale Siri jatre bildet. Der gesamte Text wurde 1998 in zwei Bänden veröffentlicht.

## Publikationen
- Krankheitsprojektile: Untersuchung über eine urtümliche Krankheitserklärung. Helsinki 1959 (Folklore Fellows’ communications, 178.)
- Geisterglaube in Ingermanland. Helsinki 1962. (Folklore Fellows’ communications, 185.)
- Textualising the Siri epic. Helsinki 1998. (Folklore Fellows’ communications, 264. Vol. 118.)
- Zusammen mit Chinnapa Gowda, Viveka Rai, Anneli Honko (Hrsg.): The Siri Epic as performed by Gopala Naika I–II. (Folklore Fellows’ Communications 265–6.) Suomalainen Tiedeakatemia, Helsinki 1998, ISBN 951-41-0814-0